# Prothema signata
Prothema signata là một loài bọ cánh cứng trong họ Cerambycidae.